# Geotourismus
Geotourismus ist ein Teilbereich des Tourismus, bei dem es nach hauptsächlicher Begriffsverwendung vor allem um den Besuch geologisch bedeutender Orte (Geotope u. ä.) geht. Geotourismus wird durch die Art des aufgesuchten Ziels (in der Tourismusforschung auch Destination genannt) – Elemente der Lithosphäre als touristische Attraktion – bzw. durch das spezifische Interesse oder die Motivation der Touristen (an der Geologie und benachbarten Themen) bestimmt.
Ziel für Betreiber von Einrichtungen des Geotourismus ist es, erdgeschichtliche und landschaftliche Besonderheiten nachhaltig zu erschließen, zu vermarkten und zu vermitteln. Er wird von den Geoparks vorangetrieben.

## Zur Definition von Geotourismus
In aller Regel bezieht sich Geotourismus auf Tourismusaktivitäten, die sich auf den Besuch geologischer Stätten und Phänomene – wie z. B. Felsen, Höhlen, Kliffs, Steinbrüche und anderer Aufschlüsse, aber auch geowissenschaftlicher Lehrpfade, geologischer Museen, Bergwerke u. ä. oder auch größerer Naturräume mit besonderer geologischer Ausstattung (z. B. Vulkan- oder Karstgebiete) – richten. Es handelt sich um eine spezielle Form des Naturtourismus. So schreiben Newsome und Dowling (2010): „Geotourism is a form of natural area tourism that specifically focuses on geology and landscape“, und Heidi Megerle definierte 2008 Geotourismus als „…eine Sparte des Thementourismus, die auf einer Erfassung, Aufarbeitung, Inwertsetzung und Vermarktung des breiten Themenspektrums der Erd- und Landschaftsgeschichte inklusive ihrer Wechselwirkungen zu Vegetation, Fauna, Kulturlandschaftsgeschichte und zur heutigen Landschaftsnutzung durch den Menschen basiert“.
Daneben taucht in der internationalen Literatur gelegentlich ein Verständnis von Geotourismus auf, das diesen weitgehend mit Ökotourismus gleichsetzt. Diese Denkrichtung wurde durch eine Initiative der US-amerikanischen Zeitschrift (und Gesellschaft) National Geographic initiiert. Diese Auffassung von Geotourismus hat sich allerdings nicht durchgesetzt, auch nicht im englischsprachigen Raum.
Thomas A. Hose, der viel zum Thema Geotourismus publiziert hat, vertritt ebenfalls eine eher unübliche Vorstellung von Geotourismus: „The provision of interpretative and service facilities for geosites and geomorphosites and their encompassing topography“. Ihm wird vorgeworfen, er verwechsle seit Jahren die Definition des Begriffs mit der Darstellung der Aufgaben, die im Kontext von Geotourismus zu erfüllen sind.

## Zur Geschichte des Geotourismus
Geotourismus ist einerseits kein so neues Phänomen. Seitdem es Tourismus überhaupt gibt, haben sich Menschen zu Zielen auf die Reise gemacht, die im weitesten Sinne als „geologisch“ anzusehen sind: zum Beispiel Schauhöhlen (wie die Höhlen von Postojna) oder  besondere Felsbildungen (wie die Loreley). Der Vesuv als aktiver Vulkan wird seit Jahrhunderten genau wegen dieses besonderen geologischen Eigenschaft besucht. Und ganze Landschaften sind wegen ihrer geologiebedingten Gestaltung attraktive Reiseziele, so das Mittelrheintal und die Karstlandschaften der Schwäbischen und Fränkischen Alb.
Eine stärker geowissenschaftliche Konzeption von Geotourismus entwickelte sich ab den 1980er Jahren, als der Bereich zunehmend als Betätigungsfeld für ausgebildete Geowissenschaftler entdeckt wurde.